# National Railway Museum

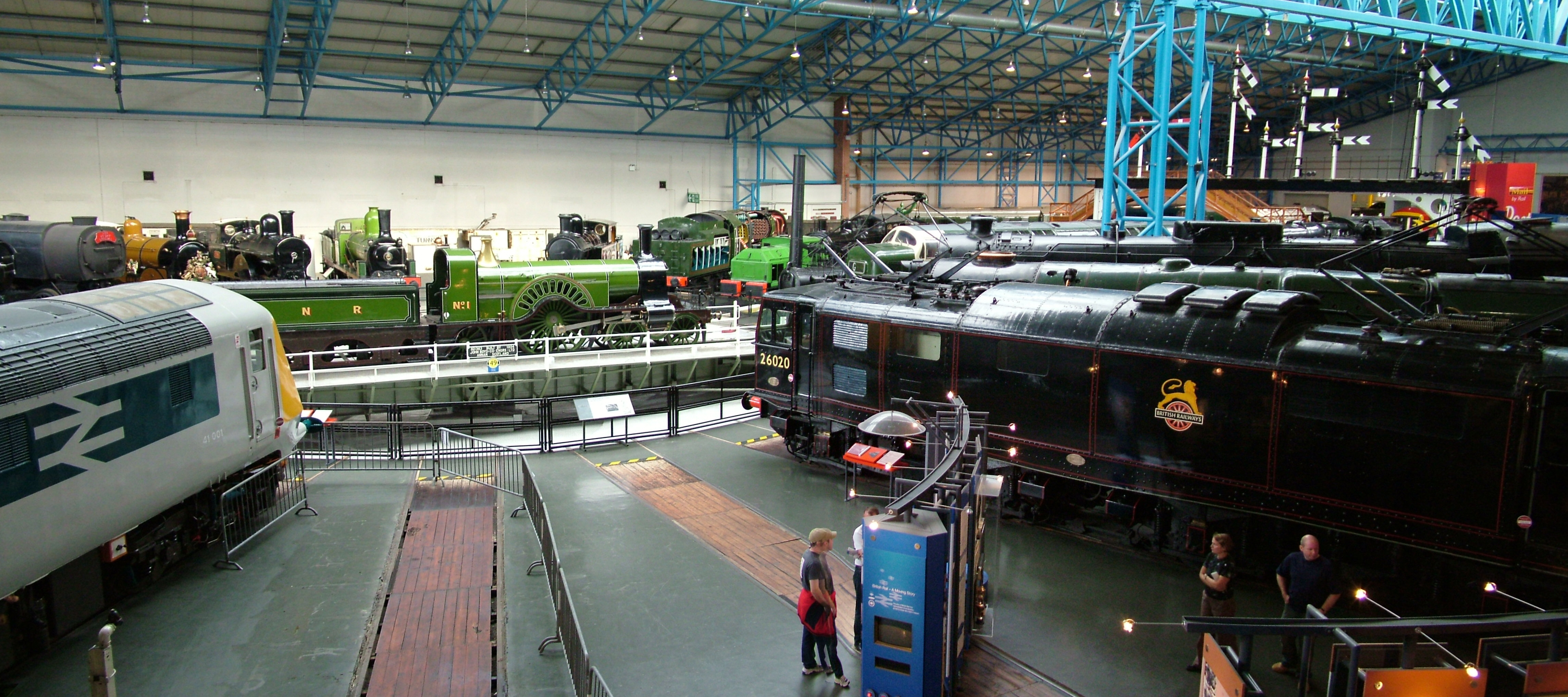
Panorama van locomotieven rond de draaischijf

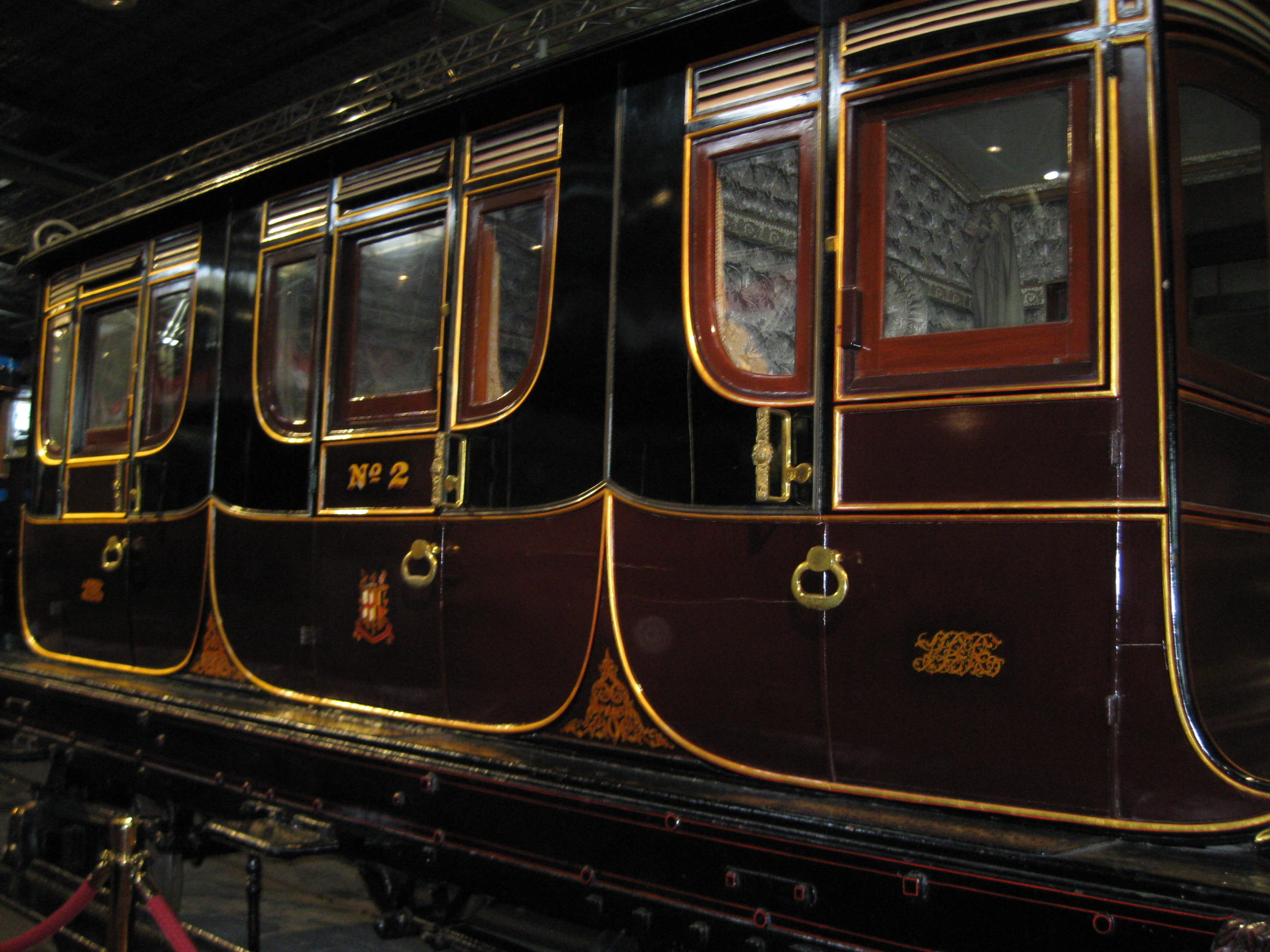
Salonrijtuig uit 1840 van Adelheid van Saksen-Meiningen

Het National Railway Museum (NRM) is een spoorwegmuseum in de Engelse stad York, en voormalig onderdeel van het National Museum of Science and Industry.

## Geschiedenis
Het NRM werd opgericht in 1975 toen het de collecties van de Britse spoorwegen in Clapham en een ander spoorwegmuseum in York overnam. De opening werd verricht door Hertog van Edinburgh Philip Mountbatten.

## Collectie en museum
De nationale spoorwegcollectie van Groot-Brittannië bevat zo'n 280 railvoertuigen, waarvan er ruim honderd in York staan. Een gedeelte van de collectie wordt regelmatig verhuisd naar andere spoorwegmusea in het land. Opvallende voertuigen in de Yorkse collectie omvatten onder andere de treinstellen die in gebruik waren van koningin Victoria en haar voorgangers, de Furness Railway No. 3-locomotief uit 1846 en de modernere stoomlocomotief de Flying Scotsman, die in 2004 aan de collectie werd toegevoegd. Ook te bewonderen zijn de locomotieven Class A4 No. 4468 Mallard en de No. 46229 Duchess of Hamilton. Beide locomotieven zijn later weer omgebouwd tot stoomlocomotieven.
Naast railvoertuigen heeft de NRM ook een collectie van honderdduizenden andere objecten die van sociale, technische of historische waarde zijn, waaronder uniformen van spoorwegpersoneel, bordjes, kunst gerelateerd aan het spoor, meubels die in de kantoren van de spoorwegen stonden en meer. Deze objecten worden tentoongesteld in drie grote hallen vlak bij het station van York.
Jaarlijks trekt het museum meer dan 744.000 bezoekers, meer dan elk ander spoorwegmuseum. Permanent tentoongesteld in het complex is de collectie van treinstellen van de Britse Koninklijke familie, die in gebruik waren van koningin Victoria in 19e eeuw tot koningin Elizabeth II in de jaren 70 van de 20ste eeuw.
Op een balkon dat uitzicht biedt over het station van York zijn beeldschermen te vinden die rechtstreeks beelden uitzenden van de monitors van de Yorkse spoorverkeersleiding. De directeur van het museum is sinds 1994 Andrew Scott.

## Locatie
Het NRM ligt op korte afstand van het station van York en is vanaf de perrons toegankelijk via een trap. Een speciaal treintje rijdt over de weg vanuit het centrum van York naar het museum.
1977 Ironbridge Gorge ( Verenigd Koninkrijk) ·
1978 Schloss Rheydt ( Duitsland) ·
1979 Musée de la Camargue ( Frankrijk) ·
1980 Museum Catharijneconvent ( Nederland) ·
1981 Volkskundig museum van de Peloponnesos ( Griekenland) ·
1982 Musée d'art et d'histoire de Saint-Denis ( Frankrijk) ·
1983 Museum Sarganserland ( Zwitserland) ·
1984 Zuiderzeemuseum ( Nederland) ·
1987 Beamish: North of England Open Air Museum ( Verenigd Koninkrijk) ·
1988 Brandts Klædefabrik ( Denemarken) ·
1989 Sundsvalls museum ( Zweden) ·
1990 Écomusée de l'Avesnois à Fourmies ( Frankrijk) ·
1991 Leventis Museum ( Cyprus) ·
1992 Landesmuseum für Technik und Arbeit ( Duitsland) ·
1993 Alta Museum ( Noorwegen) ·
1994 Nationalmuseet ( Denemarken) ·
1995 Olympisch museum ( Zwitserland) ·
1996 Nationaal museum van de Roemeense boer ( Roemenië) ·
1997 Museum van Anatolische beschavingen ( Turkije) ·
1998 National Conservation Centre ( Verenigd Koninkrijk) ·
1999 Musée Français de la Carte à Jouer ( Frankrijk) ·
2000 Guggenheim Museum Bilbao ( Spanje) ·
2001 National Railway Museum ( Verenigd Koninkrijk) ·
2002 Chester Beatty Library ( Ierland) ·
2003 Victoria and Albert Museum ( Verenigd Koninkrijk) ·
2004 Museo Arqueologico Provincial de Alicante ( Spanje) ·
2005 Nederlands Openluchtmuseum ( Nederland) ·
2006 CosmoCaixa Barcelona ( Spanje) ·
2007 Deutsches Auswandererhaus ( Duitsland) ·
2008 KUMU ( Estland) ·
2009 Salzburg museum ( Oostenrijk) ·
2010 Ozeaneum ( Duitsland) ·
2011 Gallo-Romeins Museum ( België) ·
2012 Medina Azahara Museum ( Spanje) ·
2013 Riverside Museum ( Verenigd Koninkrijk) ·
2014 Het Museum van de Onschuld ( Turkije) ·
2015 Rijksmuseum Amsterdam ( Nederland) ·
2016 POLIN, Museum voor de Geschiedenis van de Poolse Joden ( Polen) ·
2017 Musée d'ethnographie de Genève ( Zwitserland) ·
2018 Design Museum ( Verenigd Koninkrijk) ·
2019 Rijksmuseum Boerhaave ( Nederland) ·
2020 Stapferhaus ( Zwitserland) ·
2021 Naturalis Biodiversity Center ( Nederland) ·
2022 Museum van de Geest/Het Dolhuys ( Nederland) ·
2023 L'Etno ( Spanje) ·
2024 Siida ( Finland)